# Emmabrug (Haarlem)
De Emmabrug is een vaste brug in de Noord-Hollandse stad Haarlem. De brug werd in 1899 aangelegd ten behoeve van de tramlijn richting Zandvoort en overspant de Leidsevaart. De brug dat een gemeentelijk monument betreft verbindt de Koninginnebuurt in het Haarlemmerhoutkwartier via de Eerste- en de Tweede Emmastraat met de Geschiedschrijversbuurt in het Houtvaartkwartier via de Leidsevaart en het direct tegenover de brug gelegen Emmaplein.
De Emmabrug is de eerste overspanning van de Leidsevaart ten zuiden van Haarlem-Centrum. De voorgaande overspanning is de Leidsebrug bij de Stadsschouwburg en de volgende overspanning is de Schouwtjesbrug.